# 1100-ih pr. Kr.
2. tisućljeće pr. Kr.
◄ | 13. stoljeće pr. Kr. | 12. stoljeće pr. Kr. | 11. stoljeće pr. Kr.► | 
◄ | 1130-ih pr. Kr. | 1120-ih pr. Kr. | 1110-ih pr. Kr. | 1100-ih pr. Kr. | 1090-ih pr. Kr. | 1080-ih pr. Kr. | 1070-ih pr. Kr. | ►
1109. pr. Kr. | 1108. pr. Kr. | 1107. pr. Kr. | 1106. pr. Kr. | 1105. pr. Kr. | 1104. pr. Kr. | 1103. pr. Kr. | 1102. pr. Kr. | 1101. pr. Kr. | 1100. pr. Kr.

## Događaji i trendovi
- oko 1100. pr Kr. — Tiglath-Pileser I od Asirije osvaja zemlju Hetita.
- Dorani osvajaju Drevnu Grčku.
- Završava mikenska civilizacija.
- Početak mračnog doba Grčke.
- Početak proto-villanovanske kulture u sjevernoj Italiji.
- Novo kraljevstvo završava u Egiptu.

## Znamenite ličnosti
- Kralj David vlada Izraelom.
- oko 1100. pr. Kr. — Rođen Zaratustra.

## Pronalasci, otkrića, pojave
- Feničani stvorili vlastito pismo.
- Asirci stvaraju MUL.APIN, drevni katalog zviježđa.